# Chiesa di Santa Pudenziana (Narni)
La chiesa di Santa Pudenziana a Visciano si trova nel comune di Narni, in provincia di Terni.

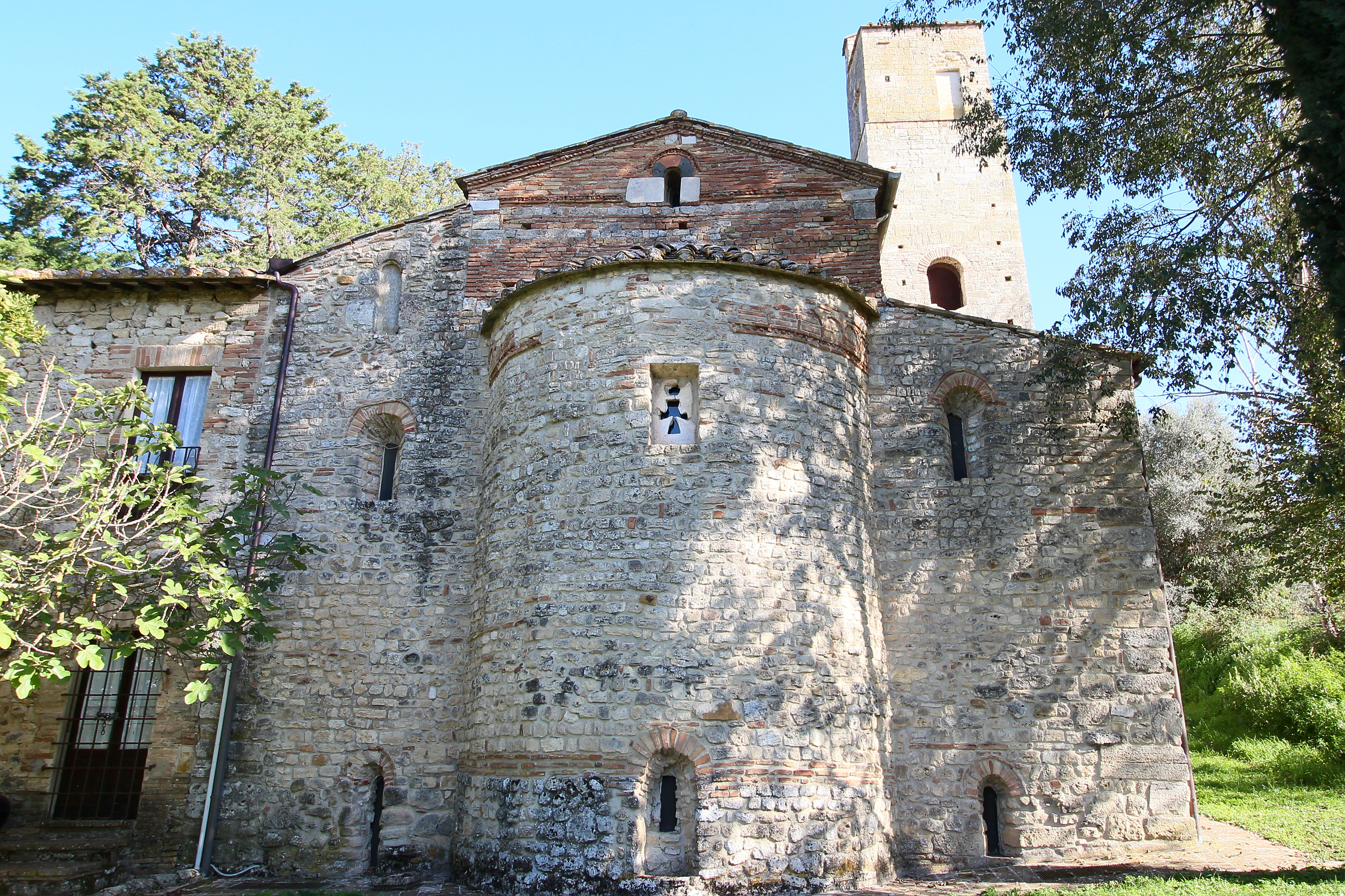
L'abside

## Storia e descrizione
L'Eroli attribuisce la sua costruzione ad un monaco benedettino nel IX secolo, mentre il Castelfranco, che nel 1929 ne curò il restauro per conto dell'Ing. Alfredo Tiburzi, la data all'XI secolo, basandosi sulla presenza di alcuni motivi decorativi e strutturali provenienti dal vicino monastero benedettino di Sant'Angelo in Massa, datato a sua volta agli anni fra il 1000 ed il 1036. Inizialmente dedicata alla Madonna, la piccola chiesa ha accolto anche il culto della martire romana santa Pudenziana, il cui nome è forse legato a quello della famiglia "Pudente", proprietaria di fornaci di laterizi esistenti nel territorio di Narni.
L'alta torre campanaria è stata rialzata sui resti di una originaria torre databile intorno al VII - VIII secolo d.C.
All'interno le pareti e i pilastri sono decorati con affreschi di scuola umbra a carattere votivo del XIII e del XV secolo; nella navata laterale è presente una piccola statua lignea di Maria.
La facciata, nascosta precedentemente da superfetazioni incongrue, è stata riportata al suo aspetto originario dai lavori di restauro eseguiti dall'Ing. Alfredo Tiburzi nel 1929, come testimonia una targa posta sopra all'ingresso.
Il 19 maggio di ogni anno si festeggia santa Pudenziana.